# أمير روستائي
أمير روستائي، من مواليد 5 أغسطس 1997م وهو لاعب كرة قدم إيراني ويلعب بمركز الهجوم يلعب في نادي الوعب القطري، وشارك مع زملائه في التشكيلة ببطولة كأس العالم لكرة القدم تحت 20 والتي أستضافته كوريا الجنوبية سنة 2017م.

## روابط خارجية
- أمير روستائي على موقع قاعدة بيانات كرة القدم.إي يو (الإنجليزية)
- أمير روستائي على موقع Soccerway.com (الإنجليزية)